# Nelito Câmara
Manoel Félix Nelito Câmara (Getulina, 23 de março de 1942[carece de fontes?] – Campo Grande, 27 de setembro de 2004) foi um político brasileiro, foi político brasileiro no estado de Mato Grosso do Sul. Filiado ao PMDB foi prefeito da cidade de Ivinhema e deputado estadual.

## Biografia
Neto de imigrantes italianos por parte de mãe e portugueses pelo pai, Nelito Câmara, como era conhecido, foi criado no ambiente rural de meeiros de café no interior paulista. Em meados da década de 1960, Nelito, que já morava no antigo estado do Mato Grosso, trouxe sua mãe e irmãs para viverem em Ivinhema.
Iniciou a sua carreira política filiado ao MDB (atual PMDB), lutando pelo fim da ditadura militar e participando do movimento Diretas Já. Em 1983, foi nomeado secretário-geral do município de Ivinhema, função que desempenhou até 1988, quando se elegeu prefeito. Na sua gestão, incentivou a pequena agricultura, principalmente de mandioca, incentivando a criação de indústrias de fécula e farinha.
Em 1994, elegeu-se deputado estadual. No primeiro mandato, Nelito teve participação fundamental para a instalação da Universidade Estadual de Mato Grosso do Sul (UEMS) em Ivinhema.  Reeleito em 1998, deu continuidade em seus projetos, entre eles destaca-se a criação do Parque Estadual das Várzeas do Rio Ivinhema.
Nelito Câmara aposentou-se em 2003. Morreu de câncer em 2004, mesmo ano em que seu filho Renato Pieretti Câmara se elegeu, também, prefeito de Ivinhema.
Em 2005, pela iniciativa de seus filhos, foi criada a Fundação Nelito Câmara. Uma organização não governamental voltada para a educação e, principalmente, à inclusão cultural de crianças e adolescentes. Todas as atividades desenvolvidas são gratuitas. Em parceria com a Universidade Anhanguera Uniderp, a fundação oferece estrutura para cursos de graduação a distância.